# Dix mille ans encore
Albums de Nana Mouskouri
Hollywood
(1993) Hommages
(1997)
Dix mille ans encore est un album francophone de la chanteuse grecque Nana Mouskouri publié en France en 1994 chez Philips.